# Bladvlooien
De bladvlooien (Psyllidae) vormen een familie uit de orde der halfvleugeligen (Hemiptera).
Bladvlooien zijn een familie van kleine plantenvoedende insecten die meestal zeer gastheerspecifiek zijn, dat wil zeggen dat elke plantenluis zich slechts voedt met één plantensoort (monofaag) of zich voedt met enkele nauw verwante planten (oligofaag). Samen met bladluizen, druifluizen, schildluizen en witte vliegen vormen ze de groep genaamd Sternorrhyncha, die wordt beschouwd als de meest primitieve groep binnen de echte insecten (Hemiptera). Ze werden traditioneel beschouwd als een enkele familie Psyllidae, maar recente classificaties verdelen de groep in in totaal zeven families. De huidige beperkte definitie omvat nog steeds meer dan 70 geslachten in de Psyllidae. Psyllidae-fossielen zijn gevonden in het Vroeg-Perm voordat de bloeiende planten evolueerden. De explosieve diversificatie van de bloeiende planten in het Krijt ging gepaard met een enorme diversificatie van geassocieerde insecten, en veel van de morfologische en metabolische kenmerken die de bloeiende planten vertonen, zijn mogelijk geëvolueerd als verdediging tegen herbivore insecten.
Verschillende geslachten van bladvlooien, vooral onder de Australische fauna, scheiden een was-achtige substantie uit over hun lichaam, vermoedelijk om ze te verbergen voor roofdieren en parasieten.

## Kenmerken
Deze insecten hebben 2 paar ovale vleugels, die in rust dakpansgewijs op het achterlijf worden gevouwen. Ze hebben meestal een groene of bruine kleur. De lichaamslengte varieert van 1,5 tot 5 mm.

## Leefwijze
Het voedsel bestaat in hoofdzaak uit plantaardige kost. Ze kunnen heel goed springen dankzij hun lange achterpoten, maar vliegen kunnen ze ook. Ze gebruiken meestal maar één waardplant. Ze scheiden, net zoals bladluizen, honingdauw af, die ze in was verpakken.

## Voortplanting
De gesteelde eieren worden in de voedselplant afgezet.

## Verspreiding en leefgebied
Deze familie komt wereldwijd voor op stengels, bladen en bast van kruiden, struiken, bomen en landbouwgewassen.

## Status als ongedierte
Citrusvergroening, geassocieerd met de aanwezigheid van de bacterie Liberibacter asiaticum, is een voorbeeld van een plantpathogeen dat samen met zijn insectenvector, de 'Asian citrus psyllid', ACP, Diaphorina citri, is geëvolueerd, zodat de ziekteverwekker weinig of geen schade veroorzaakt aan het insect, maar veroorzaakt een grote ziekte die de kwaliteit, smaak en productie van citrusvruchten kan verminderen, evenals het afsterven van citrusbomen. ACP werd in 1998 in Florida gevonden en heeft zich sindsdien over de zuidelijke Verenigde Staten naar Texas verspreid. Deze ziekte werd in 2005 aangetroffen in citrusboomgaarden in Florida. Beheersmethoden om de verspreiding van deze ziekte en bladluispopulaties te verminderen, zijn afhankelijk van een geïntegreerde benadering van plaagbestrijding met insecticiden, parasitoïden, roofdieren en pathogenen die specifiek zijn voor ACP. Vanwege de wereldwijde verspreiding van citrusvergroening en het groeiende belang van door bladluizen verspreide ziekten, werd een International Psyllid Genome Consortium opgericht.
Insectengenomica levert belangrijke informatie over de genetische basis van de biologie van de plaag, die kan worden gewijzigd om bladluispopulaties op een milieuvriendelijke manier te onderdrukken. Het opkomende psyllidae-genoom blijft de psyllidae-biologie ophelderen en breidt wat bekend is over genfamilies, genetische variatie en genexpressie bij insecten uit. Tot dusver zijn twee nieuwe psyllidae-virussen ontdekt en deze worden onderzocht als potentiële biologische bestrijdingsmiddelen om de psyllidae-populaties te verminderen. Psyllidae-celculturen zijn ook vastgesteld door verschillende onderzoekers die werken met virusvermeerdering en als een systeem om C. liberibacter te verspreiden voor moleculaire onderzoeken naar infectie en replicatie. Studies over de microbiota hebben ook vier nieuwe soorten bacteriën geïdentificeerd. Tot dusver zijn binnen deze psyllidae 10 microbiële organismen geïdentificeerd, waaronder de primaire endosymbiont, waarvan het genoom is gesequenced en in de NCBI-database is geplaatst, evenals een Wolbachia-soort.

## Taxonomie
De volgende taxa zijn bij de familie ingedeeld:
- Geslacht Labicria Enderlein, 1918
- Onderfamilie Acizziinae White & Hodkinson, 1985
  - Geslacht Acizzia Heslop-Harrison, 1961
- Onderfamilie Aphalaroidinae Vondráček, 1963
  - Geslacht Aphalaroida Crawford, 1914
  - Geslacht Baccharopelma Burckhardt, Espírito-Santo, Fernandes & Malenovský, 2004
  - Geslacht Connectopelma Šulc, 1914
  - Geslacht Ehrendorferiana Burckhardt, 2005
  - Geslacht Freysuila Aleman, 1887
  - Geslacht Pachyparia Loginova, 1967
  - Geslacht Panisopelma Enderlein, 1910
  - Geslacht Prosopidopsylla Burckhardt, 1987
  - Geslacht Russelliana Tuthill, 1959
  - Geslacht Sphinia Blanchard, 1852
  - Geslacht Telmapsylla Hodkinson, 1992
  - Geslacht Yangus Fang, 1990
  - Geslacht Zonopelma Burckhardt, 1987
- Onderfamilie Ciriacreminae Enderlein, 1910
  - Geslacht Auchmerina Enderlein, 1918
  - Geslacht Auchmeriniella Brown & Hodkinson, 1988
  - Geslacht Ciriacremum Enderlein, 1910
  - Geslacht Euceropsylla Boselli, 1929
  - Geslacht Heteropsylla Crawford, 1914
  - Geslacht Insnesia Tuthill, 1964
  - Geslacht Isogonoceraia Tuthill, 1964
  - Geslacht Jataiba Burckhardt & Queiroz, 2020
  - Geslacht Kleiniella Aulmann, 1912
  - Geslacht Manapa Brown & Hodkinson, 1988
  - Geslacht Mitrapsylla Crawford, 1914
  - Geslacht Palmapenna Hollis, 1976
  - Geslacht Trigonon Crawford, 1920
- Onderfamilie Macrocorsinae Vondráček, 1963
  - Geslacht Apsyllopsis Burckhardt & Queiroz, 2020
  - Geslacht Brinckitia Heslop-Harrison, 1961
  - Geslacht Colophorina Capener, 1973
  - Geslacht Epiacizzia Li, 2002
  - Geslacht Euphaleropsis Li, 2004
  - Geslacht Euphalerus Schwarz, 1904
  - Geslacht Euryconus Aulmann, 1912
  - Geslacht Macrocorsa Vondráček, 1963
  - Geslacht Paraphyllura Yang, 1984
  - Geslacht Pugionipsylla Li, 2006
  - Geslacht Retroacizzia Heslop-Harrison, 1961
  - Geslacht Tridencopsylla Li, 2002
- Onderfamilie Psyllinae Latreille, 1807
  - Geslacht Amorphicola Heslop-Harrison, 1961
  - Geslacht Anomoneura Schwarz, 1896
  - Geslacht Arytaina Foerster, 1848
  - Geslacht Arytainilla Loginova, 1972
  - Geslacht Arytinnis Percy, 2003
  - Geslacht Astragalita Loginova, 1976
  - Geslacht Baeopelma Enderlein, 1926
  - Geslacht Cacopsylla Ossiannilsson, 1970
  - Geslacht Ceanothia Heslop-Harrison, 1961
  - Geslacht Chamaepsylla Ossiannilsson, 1970
  - Geslacht Cornopsylla Li, 1994
  - Geslacht Cyamophila Loginova, 1976
  - Geslacht Cyamophiliopsis Li, 2011
  - Geslacht Cylindropsylla Li, 2011
  - Geslacht Euglyptoneura Heslop-Harrison, 1961
  - Geslacht Gelonopsylla Li, 1992
  - Geslacht Limbopsylla Brown & Hodkinson, 1988
  - Geslacht Livilla Curtis, 1836
  - Geslacht Mecistoneura Li, 2011
  - Geslacht Nyctiphalerus Bliven, 1955
  - Geslacht Padaukia Hollis & Martin, 1993
  - Geslacht Palaeolindbergiella Heslop-Harrison, 1961
  - Geslacht Pexopsylla Jensen, 1957
  - Geslacht Platycorypha Tuthill, 1945
  - Geslacht Pseudacanthopsylla Samy, 1972
  - Geslacht Psylla Geoffroy, 1762
  - Geslacht Purshivora Heslop-Harrison, 1961
  - Geslacht Spanioneura Foerster, 1848
  - Geslacht Trisetipsylla Yang & Li, 1984

## In Nederland waargenomen soorten
- Genus: Aphalara
  - Aphalara avicularis
  - Aphalara exilis
  - Aphalara maculipennis - (Veenworteltopbladvlo)
  - Aphalara polygoni - (Duizendknoopbladvlo)
  - Aphalara purpurascens
- Genus: Arytaina
  - Arytaina genistae
- Genus: Arytainilla
  - Arytainilla spartiophila
- Genus: Baeopelma
  - Baeopelma foersteri
- Genus: Cacopsylla
  - Cacopsylla affinis
  - Cacopsylla ambigua
  - Cacopsylla fulguralis - (Elaeagnusbladvlo)
  - Cacopsylla mali - (Appelbladvlo)
  - Cacopsylla melanoneura
  - Cacopsylla peregrina
  - Cacopsylla pulchra
- Genus: Chamaepsylla
  - Chamaepsylla hartigii
- Genus: Livia
  - Livia crefeldensis - (Zeggebladvlo)
  - Livia juncorum - (Russenbladvlo)
- Genus: Psylla
  - Psylla alni - (Elzenbladvlo)
  - Psylla buxi - (Buxusbladvlo)
- Genus: Psyllopsis
  - Psyllopsis discrepans - (Andere essenbladvlo)
  - Psyllopsis distinguenda
  - Psyllopsis fraxini - (Gewone essenbladvlo)
  - Psyllopsis fraxinicola
- Genus: Spanioneura
  - Spanioneura fonscolombii
- Genus: Strophingia
  - Strophingia ericae